# Étienne Souriau
Étienne Souriau (* 26. April 1892 in Lille; † 19. November 1979 in Paris) war ein französischer Philosoph und Ästhetiker.

## Biographie
Nach einem Jahr Militärdienst studierte Souriau, wie bereits sein Vater, Paul Souriau, an der ENS in Paris. Er wurde 1914 zum Kriegsdienst eingezogen und konnte schließlich nach vierjähriger Kriegszäsur 1920 seine Agrégation ablegen. Infolgedessen begann er an Schulen in Sarreguemines und Chartres zu unterrichten. Nach der Promotion im Jahr 1925 unterrichtete er an den Universitäten Aix-en Provence (1925–1929), Lyon (1929–1941) und schließlich an der Sorbonne. Dort wurde er 1945 Inhaber des Lehrstuhls für Ästhetik in der Nachfolge von Charles Lalo.
Souriau war ein wichtiger Vertreter der institutionellen philosophischen Ästhetik. Er war Präsident der Société française d’esthétique, Herausgeber der Revue d’esthétique und Präsident des Comité international pour les Études d’esthétique. Seit 1958 war er Mitglied der Académie des sciences morales et politiques. Seine Beiträge zum Großprojekt Vocabulaire d'esthétique wurden posthum 1990 von seiner Tochter Anne Souriau herausgegeben.
Souriau war Gründungsmitglied der Association Française pour la Recherche Filmologique 1946. Er entwickelte mit einer filmologischen Arbeitsgruppe ein Vokabular für die neugegründete filmologische Schule, das 1951 in der Revue International de Filmologie veröffentlicht wurde.
Bruno Latour bezieht sich in Existenzweisen 2014 auf Souriaus Die verschiedenen Modi der Existenz.

## Schriften (Auswahl)
Deutsch
- "Kunst und philosophische Vorausschau", in: Philosophische Perspektiven, 4.1972, 137–150.
- Die verschiedenen Modi der Existenz. Mit einer Einleitung von Isabelle Stengers und Bruno Latour, übersetzt von Thomas Wäckerle, Lüneburg 2009. (Text online verfügbar)[4]
- Das filmische Universum. Schriften zur Ästhetik des Kinos. Übersetzt, herausgegeben und eingeleitet von Guido Kirsten. Paderborn: Fink 2020.

Französisch
- L'abstraction sentimentale, Paris, 1925 (Neuauflage: Paris, 1951).
- Pensée vivante et perfection formelle, Paris, 1925 (Neuauflage: Paris, 1952).
- L'avenir de l’esthétique, Paris, Presses Universitaires de France, 1929.
- Art et vérité, Paris, Alcan, 1933.
- Avoir une âme, Paris, Belles-Lettres, 1939.
- L'instauration philosophique, Paris, Presses Universitaires de France, 1939.
- Les différents modes d’existence, Paris, Presses Universitaires de France, 1943.
  - Deutsche Übersetzung: Die verschiedenen Modi der Existenz. Mit einer Einleitung von Isabelle Stengers und Bruno Latour, übersetzt von Thomas Wäckerle, Lüneburg 2009. (Text online verfügbar)[5]
  - Italienische Übersetzung: I differenti modi d’esisstenza: e altri testi sull’ontologia dell’arte. Milano, Udine : Mimesis,  2017. (Mimesis – Discorso figura. Nuova serie ; 16)
- La correspondance des arts, Paris, Flammarion, 1947.
  - Italienische Übersetzung: La corrispondenza delle arti  : elementi di estetica comparata. Firenze: Alinea,  1988. (Saggi e documenti ; 71 : Sezione: Materiali per la storia dell’estetica)
- „Nature et limite des contributions positives de l’esthétique à la filmologie“, in: Revue internationale de filmologie 1, 1947, S. 47–64.
  - Deutsche Übersetzung (durch Frank Kessler): "Beiträge der Ästhetik zur Filmologie – ihre Natur und Grenzen", in: Montage AV 12,1, 2003, S. 72–93.
- Les fonctions psychologiques des œuvres d’après Meyerson, Paris, Presses Universitaires de France, 1948.
- Les deux cent mille situations dramatiques, Paris, Flammarion, 1950.
- "Les grands caractères de l’univers filmique", in: L’univers filmique. Hg. v. Étienne Souriau. Paris: Flammarion 1953, S. 11–31.
- L'ombre de Dieu, Paris, Presses Universitaires de France, 1955.
- Les grands problèmes de l’esthétique théâtrale, Paris, Centre de documentation universitaire, 1956.
- La condition humaine vue à travers l’art, Paris, Centre de documentation universitaire, 1956.
- Les catégories esthétiques, Paris, Centre de documentation universitaire, 1956.
- Les structures de l’œuvre d’art, Paris, Centre de documentation universitaire, 1956.
- La poésie française et la peinture, London, Athlone Press, 1966.
- La correspondance des arts. Éléments d’un esthétique comparée, Paris, Flammarion, 1969.
- Vocabulaire d’esthétique, éd. Anne Souriau, Paris, Presses Universitaires de France, 1990.

## Belege
1. ↑  Étienne Souriau. In: Trivium. Revue franco-allemande de sciences humaines et sociales - Deutsch-französische Zeitschrift für Geistes- und Sozialwissenschaften. 2. Mai 2010, ISSN 1963-1820 (openedition.org [abgerufen am 22. August 2018]).
2. 1 2  Frank Kessler: Etienne Souriau und das Vokabular der filmologischen Schule. (PDF) In: montage/av. 1997, abgerufen am 1. August 2018.
3. ↑  Thomas Wäckerle: Anmerkungen des Übersetzers. In: Étienne Souriau: Die verschiedenen Modi der Existenz. 2015, ISBN 978-3-95796-015-3, S. 223.
4. ↑  Étienne Souriau: Die verschiedenen Modi der Existenz. (PDF) In: Meson Press. Abgerufen im August 2018.
5. ↑  Étienne Souriau: Die verschiedenen Modi der Existenz. (PDF) In: Meson Press. Abgerufen im August 2018.
6. ↑  Stephan Gregory: Übersetzungen. Abgerufen am 17. April 2025.
7. ↑  Jürgen Nielsen-Sikora: »Es geht darum, wirklich zu existieren.« In: Glanz & Elend vom  13. März 2025. Abgerufen am 16. April 2025.

| Personendaten    | Personendaten                          |
| ---------------- | -------------------------------------- |
| NAME             | Souriau, Étienne                       |
| KURZBESCHREIBUNG | französischer Philosoph und Ästhetiker |
| GEBURTSDATUM     | 26. April 1892                         |
| GEBURTSORT       | Lille                                  |
| STERBEDATUM      | 19. November 1979                      |
| STERBEORT        | Paris                                  |